# 新安沉船
新安沉船是韓國全羅南道新安郡附近海域的一處沉船遺址，於1976年10月至1984年9月歷時九年、共11次打撈出水。

## 概述
該沉船為經考古鑑定為中國元代至治三年（公元1323年）由慶元市舶司港口（今浙江寧波）出港，目的地為福岡博多港的商船。船約長34米，寬11米，重200多噸，由8個船艙組成，航行途中意外沉沒於朝鲜半岛外海。
1975年漁民撈起6件古董瓷器後上交政府，其後引起韓國政府關注並開始對新安沉船進行了水中考古發掘，不僅將掩蓋淤泥下未腐朽的船身打撈了上來，也打撈出船載大量的商品—中國各地青瓷的新（全新的）、舊（用過及古董收藏品）陶瓷、金屬、漆工藝品等總計2萬2千多件，另外還有數以百萬枚歷代銅錢計28噸，木材1000多根，船體構件500多塊。

## 圖片

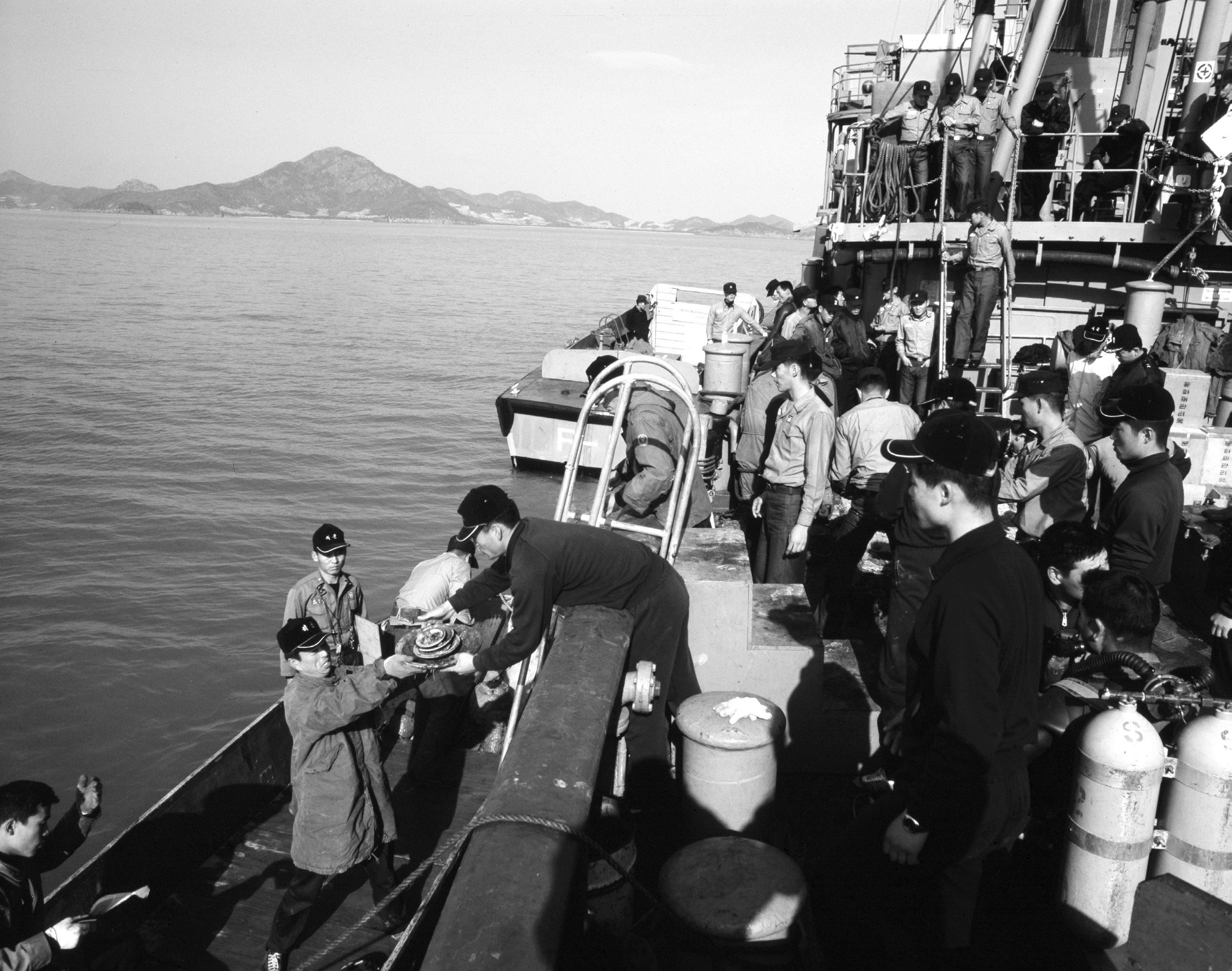
韓國海軍協助水下考古
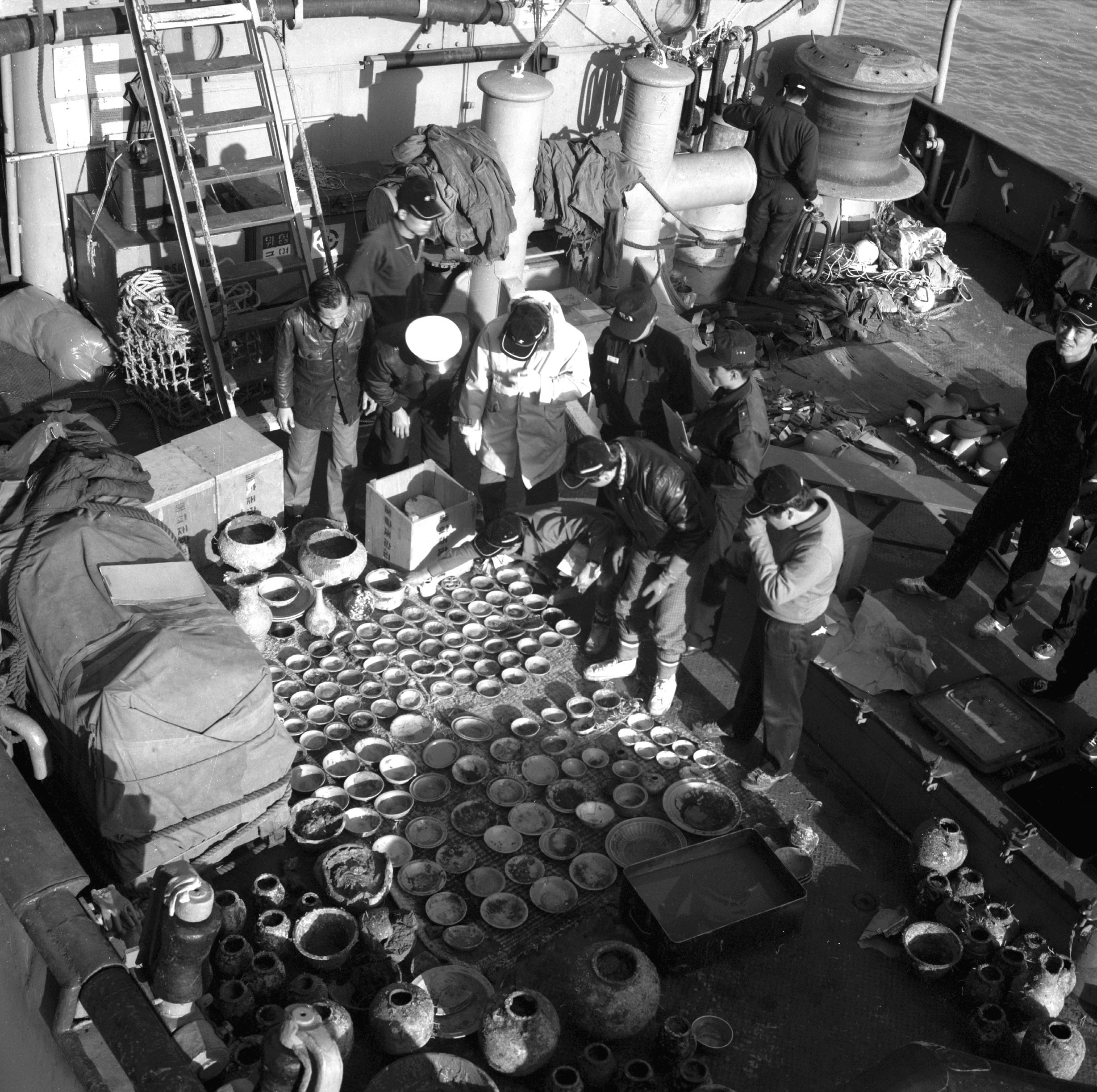
沉船打撈情形
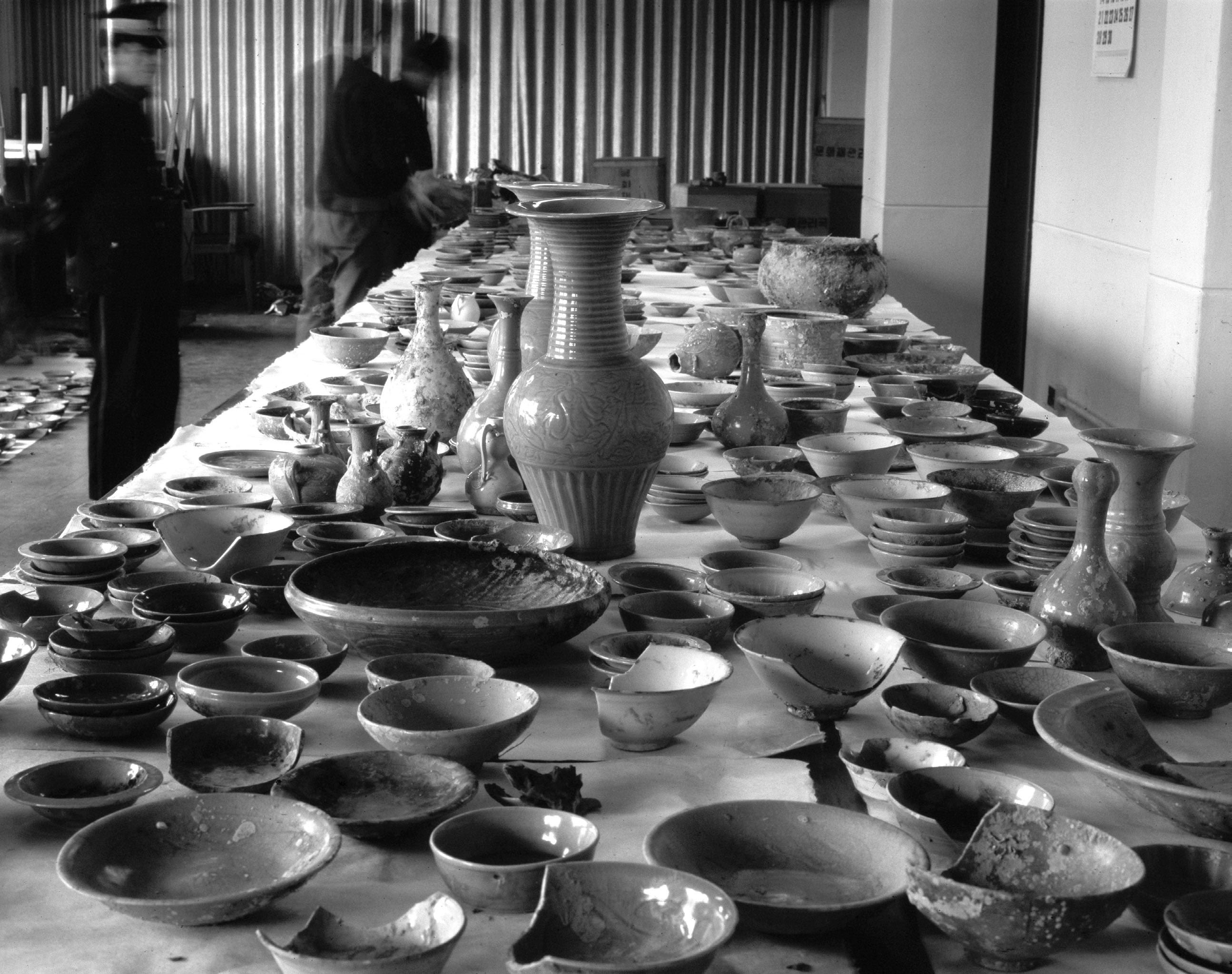
沉船打撈遺物
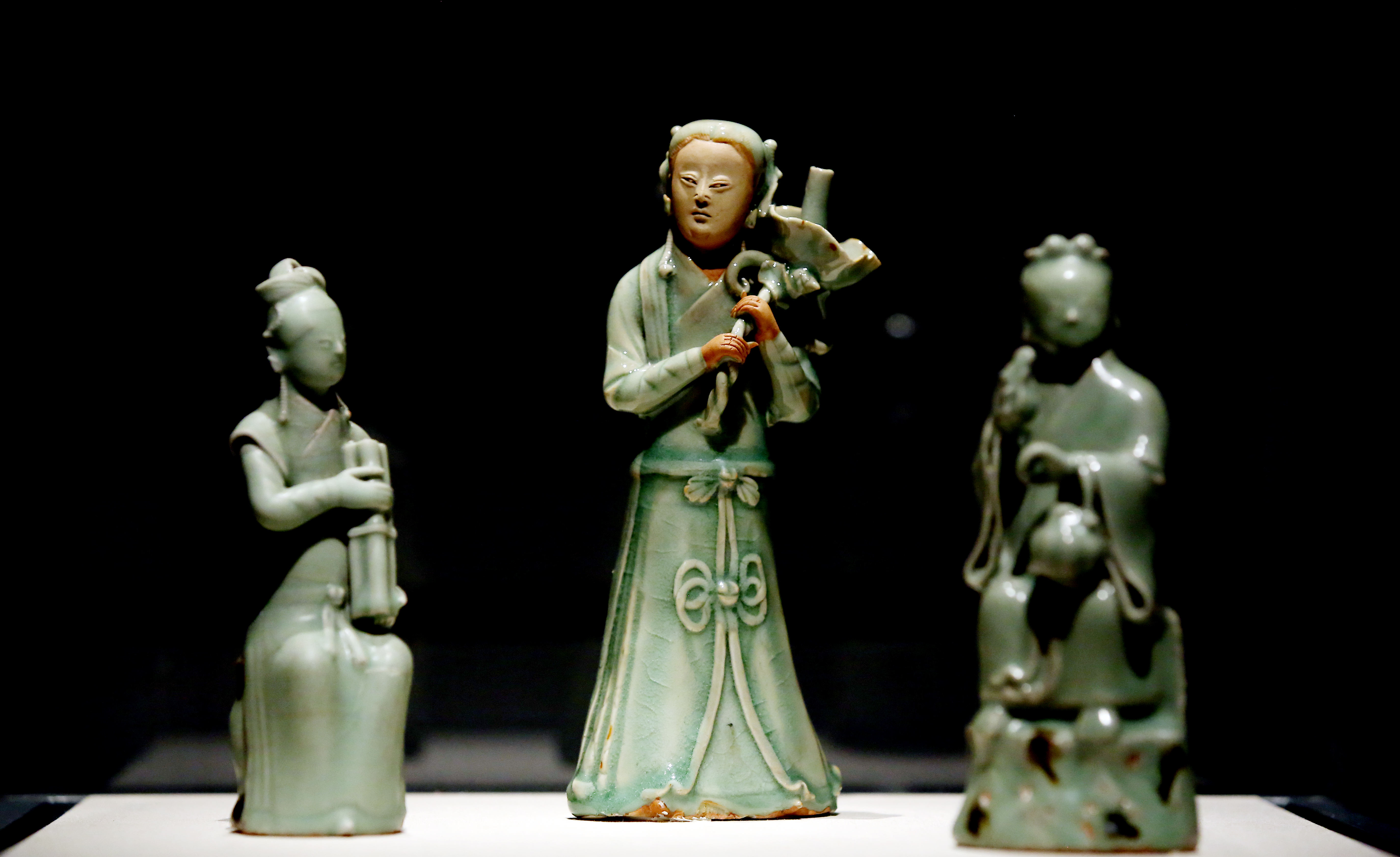
国立中央博物馆展出的沉船遺物